# Victrix marginelota
Victrix marginelota là một loài bướm đêm thuộc họ Noctuidae. Nó là loài đặc hữu của Liban và Israel.
Con trưởng thành bay từ tháng 8 đến tháng 10. Có một lứa một năm.